# Jacqueline Lichtenstein
Jacqueline Lenke Lichtenstein (* 18. März 1947 in Paris; † 2. April 2019 ebenda) war eine französische Philosophin und Kunsthistorikerin. 

## Leben und Wirken
Ab 2004 war sie Professorin für Kunstphilosophie an der  Universität Paris IV Sorbonne. Zuvor war sie Professorin für Ästhetik an der Universität Berkeley und ab 1991 an der Universität Paris X Nanterre. 
Mit Christian Michel arbeitete sie seit 1996 an der Herausgabe der Konferenzen der königlichen Akademie für Malerei und Bildhauerei. 
Lichtenstein beschäftigte sich mit Farbtheorie und dem Verhältnis von Malerei und Bildhauerei. Zu den Gegenständen ihrer Forschung gehörten außerdem die Veränderungen in der Kunsttheorie infolge des Aufkommens der Ästhetik und der Kunstkritik.

## Werke
- La couleur éloquente, rhétorique et peinture à l’âge classique, Flammarion, Paris, 1989.
- La peinture, Larousse, Paris, 1995.
- La tâche aveugle: Essai sur les relations de la peinture et de la sculpture à l’âge moderne, NRF Essais, Paris, 2003.
- Tadanori Yokoo, mit Daido Moriyama und Takayo Iida, Actes Sud, 2006.
- mit Christian Michel (Hrsg.): Conférences de l’Académie royale de Peinture et de Sculpture 1648–1681. Édition critique intégrale, Tome I, Vol. 1–2: Les Conférences au temps d’Henry Testelin, École Nationale Supérieure des Beaux-Arts, Paris 2007.